# Oscar al millor guió original
L'Oscar al millor guió original (en anglès: Academy Award for Best Original Screenplay) és l'Oscar concedit per l'Acadèmia de les Arts i les Ciències Cinematogràfiques (AMPAS) per un guió cinematogràfic no basat en material prèviament publicat.

## Història
En la primera edició dels premis es crearen dues categories: Oscar a la millor història (Academy Award for Best Story) i Oscar al millor guió adaptat (Academy Award for Best Adapted Screenplay), unes categories que es mantingueren fins al 1940. Aquell any la categoria de millor història es dividí en millor història i millor guió original (Academy Award for Best Writting), una divisió que es mantingué fins al 1957 quan quedaren establertes les dues existents avui dia: millor guió original i millor guió adaptat.
Woody Allen és el guionista més nominat en aquesta categoria, 16 nominacions, i també el més premiat amb tres guardons. El segueix Paddy Chayefsky amb dos guardons, si bé aquest també guanyà un premi a millor guió adaptat. La majoria dels guions guardonats són en anglès, si bé també hi ha presència de l'alemany (Richard Schweizer), castellà (Pedro Almodóvar), francès (Albert Lamorisse, Claude Lelouch i Pierre Uytterhoeven) i italià (Ennio de Concini, Pietro Germi i Alfredo Giannetti).
Al llarg de la història d'aquests premis nombrosos novel·listes i dramaturgs han estat nominats al premi, entre d'altres: John Steinbeck, Noël Coward, Raymond Chandler, Alain Robbe-Grillet, Edward Bond, Arthur C. Clarke, Lillian Hellman, Neil Simon, Paddy Chayefsky, Kenneth Lonergan, Tom Stoppard i Terence Rattigan.
Muriel Box fou la primera dona guardonada amb l'Oscar a millor guió original l'any 1954 juntament amb el seu marit, Sydney Box, un fet que es repetí en l'edició de 1985 quan el també matrimoni Earl W. Wallace i Pamela Wallace guanyaren el premi en aquesta mateixa categoria. Joel i Ethan Coen són els únics germans que han aconseguit guanyar el premi en aquesta categoria l'any 1996, i Francis Ford Coppola i Sofia Coppola els únics pare i filla en aconseguir el mateix guardó els anys 1970 i 2003 respectivament.
Billy Wilder, Charles Brackett, Paddy Chayefsky, Francis Ford Coppola, Horton Foote, William Goldman, Robert Benton, Bo Goldman i Joel i Ethan Coen són els guionistes que han guanyat tant en la categoria de millor guió original i millor adaptat.

## Guanyadors i nominats
En les llistes que segueixen, el guanyador o guanyadora del premi es mostra en primer lloc i en negreta, el segueixen els altres nominats. Cada entrada individual mostra el nom de la pel·lícula seguit pel nom del guionista. Seguint la pràctica de l'Acadèmia, les pel·lícules detallades en la llista estan classificades segons l'any de la seva nominació oficial a Los Angeles que és, normalment, l'any de la seva estrena.

### Dècada del 1940
| Guanyador | Nominats                                              | |
| 1941 | 1941                                                  | 1941 |
| --- | ----------------------------------------------------- | --- |
| | Preston Sturges per El gran McGinty                   | - Ben Hecht per Àngels damunt Broadway - Norman Burnside, Heinz Herald i John Huston per Dr. Ehrlich's Magic Bullet - Charles Bennett i Joan Harrison per Enviat especial - Charlie Chaplin per The Great Dictator            |
| 1942 |                                                       | |
| | Herman J. Mankiewicz i Orson Welles per Ciutadà Kane  | - Norman Krasna per The Devil and Miss Jones - Harry Chandlee, Abem Finkel, John Huston i Howard Koch per El sergent York - Karl Tunberg i Darrell Ware per Tall, Dark and Handsome - Paul Jarrico per Tom, Dick i Harry      |
| 1943 |                                                       | |
| | Michael Kanin i Ring Lardner Jr per Woman of the Year | - Michael Powell i Emeric Pressburger per One of Our Aircraft is Missing - Frank Butler i Don Hartman per Road to Morocco - W. R. Burnett i Frank Butler per Wake Island - George Oppenheimer per The War Against Mrs. Hadley |
| 1944 |                                                       | |
| | Norman Krasna per Princess O'Rourke                   | - Dudley Nichols per Air Force - Noel Coward per Sang, suor i llàgrimes - Lillian Hellman per The North Star - Allan Scott per So Proudly We Hail!                                                                            |
| 1945 |                                                       | |
| | Lamar Trotti per Wilson                               | - Preston Sturges per Visca l'heroi victoriós - Preston Sturges per The Miracle of Morgan's Creek - Richard Connell i Gladys Lehman per Two Girls and a Sailor - Jerome Cady per Wing and a Prayer                            |
| 1946 |                                                       | |
| | Richard Schweizer per Marie-Louise                    | - Philip Yordan per Dillinger - Myles Connolly per Music for Millions - Milton Holmes per Salty O'Rourke - Harry Kurnitz per What Next, Corporal Hargrove?                                                                    |
| 1947 |                                                       | |
| | Muriel Box i Sydney Box per The Seventh Veil          | - Raymond Chandler per La dàlia blava - Jacques Prévert per Les Enfants du paradis - Ben Hecht per Notorious - Norman Panama i Melvin Frank per Road to Utopia                                                                |
| 1948 |                                                       | |
| | Sidney Sheldon per The Bachelor and the Bobby-Soxer   | - Abraham Polonsky per Cos i ànima - Ruth Gordon i Garson Kanin per A Double Life - Charlie Chaplin per Monsieur Verdoux - Sergio Amidei, Adolfo Franci, Cesare Giulio Viola i Cesar Zavattini per Sciuscià                   |
| Les categories Millor guió original (Best original screenplay) i Millor guió adaptat (Best adapted screenplay) es van unir en la categoria Millor guió cinematogràfic (Best screenplay) |                                                       | |
| 1949 |                                                       | |
| | No atorgat                                            | |
| La categoria Millor guió cinematogràfic (Best screenplay) es va canviar de nom a Millor història i guió original (Best Story and Screenplay)                                            |                                                       | |

### Dècada del 1950
| Guanyador | Nominats                                                                 | |
| 1950      | 1950                                                                     | 1950 |
| --------- | ------------------------------------------------------------------------ | --- |
|           | Robert Pirosh per Battleground                                           | - Sidney Buchman per Jolson torna a cantar - Alfred Hayes, Federico Fellini, Sergio Amidei, Marcello Pagliero i Roberto Rossellini per Paisà - T.E.B. Clarke per Passport to Pimlico - Helen Levitt, Janice Loeb i Sidney Meyers per The Quiet One           |
| 1951      |                                                                          | |
|           | Charles Brackett, D.M. Marshman, Jr. i Billy Wilder per Sunset Boulevard | - Ruth Gordon i Garson Kanin per Adam's Rib - Virginia Kellogg i Bernard C. Schoenfeld per Caged - Carl Foreman per The Men - Joseph L. Mankiewicz i Lesser Samuels per No Way Out                                                                           |
| 1952      |                                                                          | |
|           | Alan Jay Lerner per Un americà a París                                   | - Billy Wilder, Lesser Samuels i Walter Newman per Ace in the Hole - Philip Dunne per David i Betsabé - Robert Pirosh per Go for Broke! - Clarence Greene i Russell Rouse per The Well                                                                       |
| 1953      |                                                                          | |
|           | T.E.B. Clarke per The Lavender Hill Mob                                  | - Sydney Boehm per The Atomic City - Terence Rattigan per The Sound Barrier - Ruth Gordon i Garson Kanin per La Pat i en Mike - John Steinbeck per Viva Zapata!                                                                                              |
| 1954      |                                                                          | |
|           | Charles Brackett, Richard Breen i Walter Reisch per Titanic              | - Betty Comden i Adolph Green per Melodies de Broadway - Richard Murphy per The Desert Rats - Sam Rolfe i Harold Jack Bloom per Colorado Jim - Millard Kaufman per Take the High Ground!                                                                     |
| 1955      |                                                                          | |
|           | Budd Schulberg per La llei del silenci                                   | - Joseph L. Mankiewicz per La comtessa descalça - William Rose per La Geneviève - Valentine Davies i Oscar Brodney per The Glenn Miller Story - Norman Panama i Melvin Frank per Knock on Wood                                                               |
| 1956      |                                                                          | |
|           | Sonya Levien i William Ludwig per Interrupted Melody                     | - Milton Sperling i Emmet Lavery per The Court-Martial of Billy Mitchell - Betty Comden i Adolph Green per Sempre fa bon temps - Jacques Tati i Henri Marquet per Les vacances del Sr. Hulot - Melville Shavelson i Jack Rose per The Seven Little Foys      |
| 1957      |                                                                          | |
|           | Albert Lamorisse per Le Ballon rouge                                     | - Robert Lewin per The Bold and the Brave - Andrew L. Stone per Julie - Federico Fellini i Tullio Pinelli per La strada - William Rose per El quintet de la mort                                                                                             |
| 1958      |                                                                          | |
|           | George Wells per Designing Woman                                         | - Leonard Gershe per Funny Face - Ralph Wheelwright, R. Wright Campbell, Ivan Goff i Ben Roberts per L'home de les mil cares - Barney Slater, Joel Kane i Dudley Nichols per The Tin Star - Federico Fellini, Ennio Flaiano i Tullio Pinelli per Els inútils |
| 1959      |                                                                          | |
|           | Nathan E. DouglasA i Harold Jacob Smith per Fugitius                     | - Paddy Chayefsky per The Goddess - Melville Shavelson i Jack Rose per Houseboat - James Edward Grant i William Bowers per The Sheepman - Fay Kanin i Michael Kanin per Teacher's Pet                                                                        |

### Dècada del 1960
| Guanyador | Nominats                                                                              | |
| 1960 | 1960                                                                                  | 1960 |
| --- | ------------------------------------------------------------------------------------- | --- |
| | Clarence Greene, Maurice Richlin, Russell Rouse i Stanley Shapiro per Pillow Talk     | - François Truffaut, Marcel Moussy per Les Quatre Cents Coups - Ernest Lehman per Perseguit per la mort - Paul King, Joseph Stone, Stanley Shapiro i Maurice Richlin per Operation Petticoat - Ingmar Bergman per Maduixes silvestres |
| 1961 |                                                                                       | |
| | I.A.L. Diamond i Billy Wilder per L'apartament                                        | - Bryan Forbes (guió), Richard Gregson (història) i Michael Craig (història) per The Angry Silence - Norman Panama i Melvin Frank per The Facts of Life - Marguerite Duras per Hiroshima mon amour - Jules Dassin per Poté tin kyriaki |
| 1962 |                                                                                       | |
| | William Inge per Esplendor a l'herba                                                  | - Valentin Yoshov i Grigori Chukhrai per Bal·lada o soldate - Federico Fellini (guió/història), Tullio Pinelli (guió/història), Ennio Flaiano (guió/història) i Brunello Rondi (guió) per La dolce vita - Sergio Amidei (guió), Diego Fabbi (guió) i Indro Montanelli (guió/història) per El general de la Rovere - Stanley Shapiro i Paul Henning per Lover Come Back                                               |
| 1963 |                                                                                       | |
| | Ennio de Concini, Pietro Germi i Alfredo Giannetti per Divorci a la italiana          | - Charles Kaufman (guió/història) i Wolfgang Reinhardt (guió) per Freud - Alain Robbe-Grillet per L'Année dernière à Marienbad - Stanley Shapiro i Nate Monaster per That Touch of Mink - Ingmar Bergman per Såsom i en spegel |
| 1964 |                                                                                       | |
| | James Webb per La conquesta de l'Oest                                                 | - Federico Fellini (guió/història), Ennio Flaiano (guió/història), Tullio Pinelli (guió) i Brunello Rondi (guió) per Fellini 8 ½ - Elia Kazan per Amèrica, Amèrica - Pasquale Festa Campanile (història/guió), Massimo Franciosa (història/guió), Nanni Loy (història/guió), Vasco Pratolini (història) i Carlo Bernari (guió) per Le quattro giornate di Napoli - Arnold Schulman per Love with the Proper Stranger |
| 1965 |                                                                                       | |
| | Peter Stone (guió), Frank Tarloff (guió) i S.H. Barnett (història) per Father Goose   | - Alun Owen per A Hard Day's Night - Raphael Hayes (guió) i Orville H. Hampton (història) per One Potato, Two Potato - Agenore Incrocci, Furio Scarpelli i Mario Monicelli per I compagni - Jean-Paul Rappeneau, Ariane Mnouchkine, Daniel Boulanger i Philippe de Broca per L'home de Rio |
| 1966 |                                                                                       | |
| | Frederic Raphael per Darling                                                          | - Agenore Incrocci, Furio Scarpelli, Mario Monicelli, Tonino Guerra, Giorgio Salvioni i Suso Cecchi D'Amico per Casanova 70 - Jack Davies i Ken Annakin per Those Magnificent Men in Their Flying Machines - Franklin Coen i Frank Davis per The Train - Jacques Demy per Les Parapluies de Cherbourg |
| 1967 |                                                                                       | |
| | Claude Lelouch (guió/història) i Pierre Uytterhoeven (guió) per Un homme et une femme | - Michelangelo Antonioni (guió/història), Tonino Guerra (guió) i Edward Bond (guió) per Blow Up - Billy Wilder i I.A.L. Diamond per Un cop de sort - Robert Ardrey per Khartoum - Clinkt Johnston i Don Peters per La presa nua |
| 1968 |                                                                                       | |
| | William Rose per Endevina qui ve a sopar                                              | - David Newman i Robert Benton per Bonnie i Clyde - Robert Kaufman (història) i Norman Lear (guió) per El promès de la meva dona - Jorge Semprún per La guerra s'ha acabat - Frederic Raphael per Dos a la carretera |
| 1969 |                                                                                       | |
| | Mel Brooks per Els productors                                                         | - Stanley Kubrick i Arthur C. Clarke per 2001: una odissea de l'espai - Franco Solinas i Gillo Pontecorvo per La Battaglia di Algeri - John Cassavetes per Faces - Iro Wallach i Peter Ustinov per Hot Millions |
| La categoria fou reanomenada Millor història i guió (Best story and screenplay) basat en material no prèviament publicat o produït. |                                                                                       | |

### Dècada del 1970
| Guanyador | Nominats                                                                            | |
| 1970 | 1970                                                                                | 1970 |
| --- | ----------------------------------------------------------------------------------- | --- |
| | William Goldman per Butch Cassidy and the Sundance Kid                              | - Paul Mazursky i Larry Tucker per Bob, Carol, Ted i Alice - Nicola Badalucco (guió/història), Enrico Medioli (guió) i Luchino Visconti (guió) per La caduta degli dei - Peter Fonda, Dennis Hopper i Terry Southern per Easy Rider - Walon Green (guió/història), Roy N. Sickner (història) i Sam Peckinpah (guió) per Grup salvatge |
| 1971 |                                                                                     | |
| | Francis Ford Coppola i Edmund H. North per Patton                                   | - Adrien Joyce (història/guió) i Bob Rafelson (història) per Five Easy Pieces - Norman Wexler per Joe - Erich Segal per Love Story - Éric Rohmer per Ma nuit chez Maud |
| 1972 |                                                                                     | |
| | Paddy Chayefsky per Anatomia d'un hospital                                          | - Elio Petri i Ugo Pirro per Investigació sobre un ciutadà - Andy Lewis i Dave Lewis per Klute - Herman Raucher per Estiu del 42 - Penelope Gilliatt per Diumenge, maleït diumenge |
| 1973 |                                                                                     | |
| | Jeremy Larner per El candidat                                                       | - Luis Buñuel i Jean-Claude Carrière per El discret encant de la burgesia - Terrence McCloy, Chris Clark i Suzanne de Passe per Lady Sings the Blues - Louis Malle per Le souffle au cœur - Carl Foreman per El jove Winston |
| 1974 |                                                                                     | |
| | David S. Ward per El cop                                                            | - George Lucas Gloria Katz i Willard Huyck per American Graffiti - Ingmar Bergman per Crits i murmuris - Steve Shagan per Save the Tiger - Melvin Frank (història/guió) i Jack Rose (guió) per A Touch of Class |
| 1975 |                                                                                     | |
| | Robert Towne per Chinatown                                                          | - Robert Getchell per Alícia ja no viu aquí - Francis Ford Coppola per La conversa - François Truffaut, Jean-Louis Richard i Suzanne Schiffman per La nit americana - Paul Mazursky i Josh Greenfeld per Harry and Tonto |
| 1976 |                                                                                     | |
| | Frank Pierson per Tarda negra                                                       | - Federico Fellini (guió) i Tonino Guerra (història/guió) per Amarcord - Claude Lelouch i Pierre Uytterhoeven per Toute une vie - Ted Allan per Lies My Father Told Me - Robert Towne i Warren Beatty per Xampú |
| La categoria fou reanomenada Millor guió escrit directament per la pantalla basat en material objectiu o en història no publicada o produïda prèviament (Best screenplay written directly for the Screen - Based on factual material or on story material not previously published or produced). |                                                                                     | |
| 1977 |                                                                                     | |
| | Paddy Chayefsky per Network                                                         | - Jean-Charles Tacchella (història/guió) i Daniele Thompson (adaptació) per Cosí, cosina - Walter Bernstein per El testaferro - Sylvester Stallone per Rocky - Lina Wertmüller per Pasqualino Settebellezze |
| 1978 |                                                                                     | |
| | Woody Allen i Marshall Brickman per Annie Hall                                      | - Neil Simon per La noia de l'adéu - Robert Benton per L'última sessió - George Lucas per La guerra de les galàxies - Arthur Laurents per The Turning Point |
| La categoria fou reanomenada Millor guió escrit directament per la pantalla (Best screenplay written directly for the screen). |                                                                                     | |
| 1979 |                                                                                     | |
| | Robert C. Jones (guió), Waldo Salt (guió) i Nancy Dowd (història) per Tornar a casa | - Deric Washburn (guió/història), Michael Cimino (història), Louis Garfinkle (història) i Quinn K. Redeker (història) per El caçador - Paul Mazursky per Una dona separada - Woody Allen per Interiors - Ingmar Bergman per Sonata de tardor                                                                                          |

### Dècada del 1980
| Guanyador | Nominats | |
| 1980      | 1980 | 1980 |
| --------- | --- | --- |
|           | Steve Tesich per Primera volada                                                                               | - Robert Alan Aurthur i Bob Fosse per Comença l'espectacle - Valerie Curtin i Barry Levinson per Justícia per a tothom - Woody Allen i Marshall Brickman per Manhattan - Mike Gray, T.S. Cook i James Bridges per La síndrome de la Xina                                        |
| 1981      | | |
|           | Bo Goldman per Melvin and Howard                                                                              | - W.D. Richter (guió/història) i Arthur Ross (història) per Brubaker - Christopher Gore per Fama - Jean Gruault i Henri Laborit per Mon oncle d'Amérique - Nancy Meyers, Charles Shyer i Harvey Miller per Private Benjamin                                                     |
| 1982      | | |
|           | Colin Welland per Carros de foc                                                                               | - Kurt Luedtke per Sense malícia - Steve Gordon per Arthur, el solter d'or - John Guare per Atlantic City - Warren Beatty i Trevor Griffiths per Rojos |
| 1983      | | |
|           | John Briley per Gandhi                                                                                        | - Barry Levinson per Diner - Melissa Mathison per ET, l'extraterrestre - Douglas Day Stewart per Oficial i cavaller - Larry Gelbart (guió/història), Murray Schisgal (guió) i Don McGuire (història) per Tootsie                                                                |
| 1984      | | |
|           | Horton Foote per Tender Mercies                                                                               | - Lawrence Kasdan i Barbara Benedek per The Big Chill - Ingmar Bergman per Fanny i Alexander - Nora Ephron i Alice Arlen per Silkwood - Lawrence Lasker i Walter F. Parkes per Jocs de guerra                                                                                   |
| 1985      | | |
|           | Robert Benton per En un racó del cor                                                                          | - Daniel Petrie, Jr. (guió/història) i Danilo Bach (història) per Beverly Hills Cop - Woody Allen per Broadway Danny Rose - Gregory Nava i Anna Thomas per El Norte - Lowell Ganz (guió), Babaloo Mandel (guió), Bruce Jay Friedman (guió) i Brian Grazer (història) per Splash |
| 1986      | | |
|           | William Kelley (guió/història), Earl Wallace (guió/història) i Pamela Wallace (història) per L'únic testimoni | - Robert Zemeckis i Bob Gale per Back to the Future - Terry Gilliam, Tom Stoppard i Charles McKeown per Brazil - Luis Puenzo i Aida Bortnik per La historia oficial - Woody Allen per La rosa porpra del Caire                                                                  |
| 1987      | | |
|           | Woody Allen per Hannah i les seves germanes                                                                   | - Paul Hogan (guió/història), Ken Shadie (guió) i John Cornell (guió) per Cocodril Dundee - Hanif Kureishi per La meva preciosa bugaderia - Oliver Stone per Platoon - Oliver Stone i Richard Boyle per Salvador                                                                |
| 1988      | | |
|           | John Patrick Shanley per Encís de lluna                                                                       | - Louis Malle per Au revoir les enfants - James L. Brooks per Broadcast News - John Boorman per Esperança i glòria - Woody Allen per Radio Days |
| 1989      | | |
|           | Ronald Bass i Barry Morrow per Rain Man                                                                       | - Gary Ross i Anne Spielberg per Big - Ron Shelton per Bull Durham - John Cleese (guió/història) i Charles Crichton (història) per Un peix anomenat Wanda - Naomi Foner per Running on Empty                                                                                    |

### Dècada del 1990
| Guanyador | Nominats                                                                    | |
| 1990      | 1990                                                                        | 1990 |
| --------- | --------------------------------------------------------------------------- | --- |
|           | Tom Schulman per El club dels poetes morts                                  | - Woody Allen per Delictes i faltes - Spike Lee per Do the Right Thing - Steven Soderbergh per Sexe, mentides i cintes de vídeo - Nora Ephron per When Harry Met Sally... |
| 1991      |                                                                             | |
|           | Bruce Joel Rubin per Ghost                                                  | - Woody Allen per Alice - Barry Levinson per Avalon - Peter Weir per Matrimoni de conveniència - Whit Stillman per Metropolitan |
| 1992      |                                                                             | |
|           | Callie Khouri per Thelma i Louise                                           | - John Singleton per Els nois del barri - James Toback per Bugsy - Richard LaGravenese per El rei pescador - Lawrence Kasdan i Meg Kasdan per Grand Canyon |
| 1993      |                                                                             | |
|           | Neil Jordan per Joc de llàgrimes                                            | - Woody Allen per Marits i mullers - Nick Enright i George Miller per L'oli de la vida - John Sayles per Passion Fish - David Peoples per Sense perdó |
| 1994      |                                                                             | |
|           | Jane Campion per El piano                                                   | - Gary Ross per Dave - Jeff Maguire per En la línia de foc - Ron Nyswaner per Filadèlfia - Jeff Arch (història/guió), Nora Ephron (guió) i David S. Ward (guió) per Alguna cosa per recordar |
| 1995      |                                                                             | |
|           | Quentin Tarantino (història/guió) i Roger Avary (història) per Pulp Fiction | - Woody Allen i Douglas McGrath per Bales sobre Broadway - Richard Curtis per Quatre bodes i un funeral - Peter Jackson i Fran Walsh per Heavenly Creatures - Krzysztof Kieślowski i Krzysztof Piesiewicz per Tres colors: Vermell                                                                                            |
| 1996      |                                                                             | |
|           | Christopher McQuarrie per Sospitosos habituals                              | - Randall Wallace per Braveheart - Woody Allen per Poderosa Afrodita - Stephen J. Rivele, Christopher Wilkinson i Oliver Stone per Nixon - Joss Whedon (guió), Andrew Stanton (història/guió), Joel Cohen (guió), Alec Sokolow (guió), John Lasseter (història), Peter Docter (història) i Joe Ranft (història) per Toy Story |
| 1997      |                                                                             | |
|           | Ethan Coen i Joel Coen per Fargo                                            | - Cameron Crowe per Jerry Maguire - John Sayles per Lone Star, el rastre d'un crim - Mike Leigh per Secrets and Lies - Jan Sardi (guió) i Scott Hicks (història) per Shine |
| 1998      |                                                                             | |
|           | Ben Affleck i Matt Damon per Good Will Hunting                              | - Mark Andrus (història/guió) i James L. Brooks (guió) per Millor, impossible - Paul Thomas Anderson per Boogie Nights - Woody Allen per Desmuntant Harry - Simon Beaufoy per The Full Monty |
| 1999      |                                                                             | |
|           | Marc Norman i Tom Stoppard per Shakespeare in Love                          | - Warren Beatty (història/guió) i Jeremy Pikser (guió) per Bulworth - Roberto Benigni i Vincenzo Cerami per La vida és bella - Robert Rodat per Saving Private Ryan - Andrew Niccol per The Truman Show |

### Dècada del 2000
| Guanyador | Nominats                                                                                  | |
| 2000      | 2000                                                                                      | 2000 |
| --------- | ----------------------------------------------------------------------------------------- | --- |
|           | Alan Ball per American Beauty                                                             | - Charlie Kaufman per Being John Malkovich - Paul Thomas Anderson per Magnolia - M. Night Shyamalan per The Sixth Sense - Mike Leigh per Topsy-Turvy                                                                   |
| 2001      |                                                                                           | |
|           | Cameron Crowe per Gairebé famosos                                                         | - Lee Hall per Billy Elliot - Susannah Grant per Erin Brockovich - David Franzoni, John Logan i William Nicholson per Gladiator - Kenneth Lonergan per You Can Count on Me                                             |
| 2002      |                                                                                           | |
|           | Julian Fellowes per Gosford Park                                                          | - Guillaume Laurant i Jean-Pierre Jeunet per Amélie - Christopher Nolan i Jonathan Nolan per Memento - Milo Addica i Will Rokos per Monster's Ball - Wes Anderson i Owen Wilson per The Royal Tenenbaums               |
| 2003      |                                                                                           | |
|           | Pedro Almodóvar per Hable con ella                                                        | - Todd Haynes per Lluny del cel - Jay Cocks, Steven Zaillian i Kenneth Lonergan per Gangs of New York - Nia Vardalos per My Big Fat Greek Wedding - Carlos Cuarón i Alfonso Cuarón per Y tu mamá también               |
| 2004      |                                                                                           | |
|           | Sofia Coppola per Lost in Translation                                                     | - Denys Arcand per Les Invasions barbares - Steven Knight per Dirty Pretty Things - Andrew Stanton, Bob Peterson i David Reynolds per Buscant en Nemo - Jim Sheridan, Naomi Sheridan i Kirsten Sheridan per In America |
| 2005      |                                                                                           | |
|           | Charlie Kaufman, Michel Gondry i Pierre Bismuth per Eternal Sunshine of the Spotless Mind | - John Logan per L'aviador - Terry George i Keir Pearson per Hotel Rwanda - Brad Bird per Els increïbles - Mike Leigh per Vera Drake                                                                                   |
| 2006      |                                                                                           | |
|           | Paul Haggis i Robert Moresco per Crash                                                    | - George Clooney i Grant Heslov per Bona nit i bona sort - Woody Allen per Match Point - Noah Baumbach per Una història de Brooklyn - Stephen Gaghan per Syriana                                                       |
| 2007      |                                                                                           | |
|           | Michael Arndt per Petita Miss Sunshine                                                    | - Guillermo Arriaga per Babel - Iris Yamashita (història/guió) i Paul Haggis (guió) pwer Cartes des d'Iwo Jima - Guillermo del Toro per El laberinto del fauno - Peter Morgan per La reina                             |
| 2008      |                                                                                           | |
|           | Diablo Cody per Juno                                                                      | - Nancy Oliver per Lars and the Real Girl - Tony Gilroy per Michael Clayton - Brad Bird per Ratatouille - Tamara Jenkins per The Savages                                                                               |
| 2009      |                                                                                           | |
|           | Dustin Lance Black per Em dic Harvey Milk                                                 | - Courtney Hunt per Frozen River - Mike Leigh per Happy: un conte sobre la felicitat - Martin McDonagh per Amagats a Bruges - Andrew Stanton (història/guió), Jim Reardon (guió) i Pete Docter (història) per WALL·E   |

### Dècada del 2010
| Guanyador | Nominats                                                                                         | |
| 2010      | 2010                                                                                             | 2010 |
| --------- | ------------------------------------------------------------------------------------------------ | --- |
|           | Mark Boal per En terra hostil                                                                    | - Quentin Tarantino per Maleïts malparits - Alessandro Camon i Oren Moverman per The Messenger - Joel Coen i Ethan Coen per Un home seriós - Bob Peterson (història/guió), Pete Docter (història/guió) i Tom McCarthy (història) per Up                         |
| 2011      |                                                                                                  | |
|           | David Seidler per El discurs del rei                                                             | - Mike Leigh per Un altre any - Scott Silver (guió), Paul Tamasy (història/guió), Eric Johnson (història/guió) i Keith Dorrington (història) per The Fighter - Christopher Nolan per Origen - Lisa Cholodenko i Stuart Blumberg per Els nois estan bé           |
| 2012      |                                                                                                  | |
|           | Woody Allen per Midnight in Paris                                                                | - Michel Hazanavicius per The Artist - Kristen Wiig i Annie Mumolo per Bridesmaids - J. C. Chandor per Margin Call - Asghar Farhadi per Nader i Simin, una separació                                                                                            |
| 2013      |                                                                                                  | |
|           | Quentin Tarantino per Django desencadenat                                                        | - Michael Haneke per Amor - John Gatins per Flight - Wes Anderson i Roman Coppola per Moonrise Kingdom - Mark Boal per Zero Dark Thirty |
| 2014      |                                                                                                  | |
|           | Spike Jonze per Her                                                                              | - Eric Warren Singer i David O. Russell per American Hustle - Woody Allen per Blue Jasmine - Craig Borten i Melisa Wallack per Dallas Buyers Club - Bob Nelson per Nebraska                                                                                     |
| 2015      |                                                                                                  | |
|           | Alejandro González Iñárritu, Nicolás Giacobone, Alexander Dinelaris Jr. i Armando Bó per Birdman | - Richard Linklater per Boyhood - E. Max Frye i Dan Futterman per Foxcatcher - Wes Anderson (història/guió) i Hugo Guinness (història) per The Grand Budapest Hotel - Dan Gilroy per Nightcrawler                                                               |
| 2016      |                                                                                                  | |
|           | Tom McCarthy i Josh Singer per Spotlight                                                         | - Matt Charman, Joel Coen i Ethan Coen per Bridge of Spies - Alex Garland per Ex Machina - Josh Cooley, Ronnie del Carmen, Pete Docter i Meg LeFauve per Del revés - Andrea Berloff, Jonathan Herman, S. Leigh Savidge i Alan Wenkus per Straight Outta Compton |
| 2017      |                                                                                                  | |
|           | Kenneth Lonergan per Manchester by the Sea                                                       | - Mike Mills per 20th Century Women - Taylor Sheridan per Comancheria - Damien Chazelle per La La Land - Yorgos Lanthimos i Efthimis Filippou per The lobster                                                                                                   |
| 2018      |                                                                                                  | |
|           | Jordan Peele per Get Out                                                                         | - Emily V. Gordon i Kumail Nanjiani per The Big Sick - Greta Gerwig per Lady Bird - Guillermo del Toro i Vanessa Taylor per The Shape of Water - Martin McDonagh per Three Billboards Outside Ebbing, Missouri                                                  |
| 2019      |                                                                                                  | |
|           | Brian Currie, Peter Farrelly i Nick Vallelonga per Green Book                                    | - Deborah Davis i Tony McNamara per The Favourite - Paul Schrader per First Reformed - Alfonso Cuarón per Roma - Adam McKay per Vice |

### Dècada del 2020
| Guanyador | Nominats                                                       | |
| 2020      | 2020                                                           | 2020 |
| --------- | -------------------------------------------------------------- | --- |
|           | Bong Joon-ho i Han Jin-won per Paràsits                        | - Rian Johnson per Knives Out - Noah Baumbach per Marriage Story - Krysty Wilson-Cairns i Sam Mendes per 1917 - Quentin Tarantino per Once Upon a Time in Hollywood                                                                                                |
| 2021      |                                                                | |
|           | Emerald Fennell per Promising Young Woman                      | - Will Berson, Shaka King, Keith Lucas i Kenny Lucas per Judas and the Black Messiah - Lee Isaac Chung per Minari: Història de la meva família - Abraham Marder, Darius Marder i Derek Cianfrance per Sound of Metal - Aaron Sorkin per The Trial of the Chicago 7 |
| 2022      |                                                                | |
|           | Kenneth Branagh per Belfast                                    | - Zach Baylin per King Richard - Paul Thomas Anderson per Licorice Pizza - Adam McKay i David Sirota per Don't Look Up - Joachim Trier i Eskil Vogt per The Worst Person in the World                                                                              |
| 2023      |                                                                | |
|           | Daniel Kwan i Daniel Scheinert per Tot a la vegada a tot arreu | - Martin McDonagh per The Banshees of Inisherin - Tony Kushner i Steven Spielberg per The Fabelmans - Todd Field per Tár - Ruben Östlund per Triangle of Sadness                                                                                                   |
| 2024      |                                                                | |
|           | Justine Triet i Arthur Harari per Anatomie d'une chute         | - David Hemingson per The Holdovers - Bradley Cooper i Josh Singer per Maestro - Samy Burch (guió); Burch i Alex Mechanik (història) per May December - – Celine Song per Past Lives                                                                               |

## Dades destacades

### Els més guardonats
| Núm. | Guionistes                                                         |
| ---- | ------------------------------------------------------------------ |
| 3    | Woody Allen                                                        |
| 2    | Charles Brackett, Paddy Chayefsky, Quentin Tarantino, Billy Wilder |

### Els més nominats
| Núm. | Guionistes |
| ---- | --- |
| 16   | Woody Allen |
| 6    | Federico Fellini |
| 5    | Ingmar Bergman, Mike Leigh |
| 4    | Peter Docter, Melvin Frank, Tullio Pinelli, Stanley Shapiro, Billy Wilder |
| 3    | Paul Thomas Anderson, Sergio Amidei, Wes Anderson, Warren Beatty, Robert Benton, Paddy Chayefsky, Ethan Coen, Joel Coen, Nora Ephron, Ennio Flaiano, Ruth Gordon, Tonino Guerra, Garson Kanin, Barry Levinson, Kenneth Lonergan, Paul Mazursky, Norman Panama, Jack Rose, William Rose, Andrew Stanton, Oliver Stone, Preston Sturges, Quentin Tarantino |
| 2    | Brad Bird, Mark Boal, Charles Brackett, Marshall Brickman, James L. Brooks, Frank Butler, Charlie Chaplin, T.E.B. Clarke, Betty Comden, Francis Ford Coppola, Cameron Crowe, Guillermo del Toro, I.A.L. Diamond, Carl Foreman, Adolph Green, Clarence Greene, Paul Haggis, Ben Hecht, John Huston, Agenore Incrocci, Michael Kanin, Lawrence Kasdan, Charlie Kaufman, Norman Krasna, Claude Lelouch, John Logan, George Lucas, Louis Malle, Joseph L. Mankiewicz, Tom McCarthy, Martin McDonagh, Mario Monicelli, Furio Scarpelli, Dudley Nichols, Christopher Nolan, Bob Peterson, Robert Pirosh, Frederic Raphael, Maurice Richlin, Brunello Rondi, Gary Ross, Russell Rouse, Lesser Samuels, John Sayles, Melville Shavelson, Harold Jacob Smith, Tom Stoppard, Robert Towne, François Truffaut, Pierre Uytterhoeven, David S. Ward |

## Superlatius per edat
|                       | Guionista/es   | Pel·lícula         | Edat (en anys) | Ref. |
| --------------------- | -------------- | ------------------ | -------------- | ---- |
| Guanyador de més edat | Woody Allen    | Midnight in Paris  | 76             |      |
| Nominat de més edat   | Woody Allen    | Blue Jasmine       | 78             |      |
| Guanyodor més jove    | Ben Affleck    | Good Will Hunting  | 25             |      |
| Nominat més jove      | John Singleton | Els nois del barri | 24             |      |